# Amores que matan (telenovela peruana)
Amores que matan es una serie de televisión peruana dramática de antología producida por Jorge Tapia para la cadena América Televisión. Esta serie es de episodios unitarios que hablan sobre la violencia.
Tiene como presentadora a Mónica Sánchez. Las grabaciones empezaron en 2014 y culminaron en el 2016. Algunas actrices que interpretaron los difíciles personajes son Tula Rodríguez, Mayra Couto, María Grazia Gamarra y Elvira de la Puente.

## Argumento
Esta telenovela tiene episodios con escenas dramáticas y violentas, que cuentan la historia de una mujer en problemas y que tienen que superar cosas como el machismo, la indiferencia y los abusos. Todos los casos son inspirados en hechos reales:

### Interrogatorio II
Trata sobre una niña llamada Valeria, quien sufre de acoso por un señor de la calle (Emilram Cossío), y la niña es violada por el chico acosador. Y piensan buscar venganza pero lo único que consiguen es que vaya a la cárcel. En el Perú, es una historia que pasa día a día.

### Lejos de casa
La historia es sobre Nayra (Mayella Lloclla), una joven humilde de la sierra quien es llevada a Lima para ayudar a su madre. Ahí conocerá a su tía Génesis (Tula Rodríguez), la cual la maltratará y también sufrirá una terrible violación por su primo. Logrará escapar gracias a su amiga Wendy. Y podrá ser libre otra vez.

### En tus manos
Romina (Jimena Lindo) y Luis Carlos son una pareja de esposos que llevan 10 años de casados. Su esposo la agrede y ella busca ayuda, pero nadie la escucha, entonces ella decide tomar justicia con sus reglas. Su final no es feliz, sino trágico, pero al menos  ella cobra venganza de Luis Carlos.

### La dama de rojo
Marjorie (Mayra Couto) es una madre soltera abandonada por su esposo Elías. Entonces no sabe que hacer y por ahí conoce a Edwin quien la ayudará y ella trabajará en un burdel con una amiga, Cecilia. Pero un enfermo de religión (Sandro Calderón) la matará por esas razones. Y él también morirá por lo que le hizo, que fue quemarla en vida.

### El sótano
La historia es sobre Macarena Espinoza Chávez, una joven que sufrió el abuso de su vecino. Es una historia inspirada en la vida real. Sucedió en 1997, según Mónica Sánchez. Su vecino era un acosador y terminó matando al padre de Macarena, pero ella pudo ser libre.

### Marina
La típica historia de violencia que le toca vivir a Marina, una mujer que sufre por su esposo Lorenzo y ella callará hasta el final. Lamentablemente es una historia inspirada en la vida real donde el final es trágico.

### Cristina
Una joven inteligente y bella con una discapacidad será víctima de violencia psicológica por su enamorado Javier. Ella tiene baja autoestima, pero ella misma decidirá si quiere morir en paz o vivir en paz.

### Matías
Matías (Alberick García) durante años engañaba a su esposa (Paloma Yerovi) con la mejor amiga de ella    (Úrsula Boza) y pensaba que todo podría manejarlo a su manera y antojo, pero cuando decide terminar con las mentiras nunca pensó que todo se le escaparía de las manos. ¿Logrará Matías terminar con la pesadilla que el mismo provocó?

## Elenco
Presentado por:
- Mónica Sánchez

En la lista se muestra a algunos actores que participaron en al menos un episodio de la serie:
- Mayella Lloclla
- Emilram Cossío
- Ximena Díaz
- Jimena Lindo
- Mayra Couto
- Sandro Calderón
- Stephanie Orue
- Tula Rodríguez
- Alberick García
- Úrsula Boza
- Paloma Yerovi
- David Villanueva
- Cindy Díaz
- Ana María Jordán
- Sebastián Monteghirfo
- Pierina Carcelén
- Alessandra Fuller
- Gonzalo Revoredo
- Maríajosé Vega
- María Grazia Gamarra
- Fernando Luque
- Carlos Casella
- Rodrigo Sánchez Patiño
- Marisol Aguirre
- Diego Lombardi
- Jesús Delaveaux
- Elisa Tenaud
- Jazmine Zapata
- Chiara Molina
- Daniela Camaiora
- Luciana Blomberg
- Liliana Trujillo
- Vania Accinelli
- Karina Jordán
- Leslie Stewart
- Julián Legaspi
- Fiorella Díaz
- Gerardo Zamora
- Milene Vázquez
- Elvira de la Puente
- Lourdes Berninzon
- Francisco Cabrera
- Rebeca Escribens
- Ubaldo Huamán
- Claudio Calmet
- Silvia Bardalez
- Edwin Vásquez

## Lanzamiento
Desde 2018 hasta el 2019, se retransmitió en América Next debido a la alianza comercial que tenía con Grupo ATV y Grupo Plural TV.
La serie llegó a Latinoamérica a través del Streaming por América TVGO a inicios de 2016, para mediados del 2021, llegó por Pluto TV, para 2022 llegará por ViX y para el 2023 llegará muy pronto en Prime Video.